# Park Narodowy Durmitor
Park Narodowy Durmitor (czarnog. Nacionalni park Durmitor) – park narodowy w Czarnogórze, obejmujący – najgłębszy w Europie – kanion rzeki Tary, dochodzący do 1300 m głębokości.

## Historia
Park narodowy powstał w 1952 roku. W 1976 roku dorzecze rzeki Tara zostało uznane za rezerwat biosfery w ramach programu Człowiek i biosfera UNESCO. Rok później teren ten uzyskał status rezerwatu i pomnika przyrody. W 1980 roku tereny parku zostały wpisane na listę światowego dziedzictwa UNESCO. 

## Położenie
Park Narodowy Durmitor zajmuje powierzchnię 32100 ha i leży na terenie masywu górskiego Durmitor, osiągającego wysokość 2 522 metrów (szczyt Bobotov Kuk), w północno-zachodniej Czarnogórze. Pasmo Durmitor graniczy od północy z kanionem rzeki Tara, od zachodu z kanionem rzeki Piva, a od południa z wymagającym kanionem rzeki Komarnica. Na wschodzie Durmitorski Park Narodowy jest otwarty na rozległym 1500 metrowym Płaskowyżu Jezerskim (czarnog. Jezerska Površ). Na wschód od Płaskowyżu Jezerskiego znajduje się pasmo Sinjajevina. Pasmo górskie Durmitor znajduje się w przeważającej części w gminie Žabljak, która posiada bogatą bazę noclegową i infrastrukturę turystyczną.

## Krajobraz
Krajobraz Durmitorskiego Parku Narodowego został ukształtowany przez lodowce i rzeki. Hale na płaskowyżach i łagodne wzgórza kontrastują ze skalistymi szczytami. Gęste lasy i jeziora polodowcowe urozmaicają krajobraz i zwiększają jego atrakcyjność. Najbardziej widowiskowymi elementami krajobrazu górskiego są głębokie kaniony rzeczne, a w szczególności słynny kanion rzeki Tary – najgłębszy kanion w Europie i jeden z niewielu nienaruszonych przez zapory wodne i drogi. Park przecinają również liczne jaskinie, łącznie z najbardziej znaną Jaskinią Lodową i jej lodowymi stalaktytami i stalagmitami.

## Flora i fauna
Zróżnicowany krajobraz górski mierzy od 450 do ponad 2500 m n.p.m. i zachwyca szerokim wachlarzem ekosystemów i siedlisk. Wśród nich są skaliste szczyty, lasy, hale, jeziora, rzeki, kaniony i jaskinie, wchodzące w skład podziemnych systemów słodkowodnych. Szczególne znaczenie ma wiekowy las sosny czarnej, gdzie 400-letnie okazy mogą osiągać wysokość ponad 50 m. 37 z około 700 gatunków roślin jest endemicznych na szerszym obszarze, a sześć w szczególności w Durmitorze. Wśród dużych ssaków znajdują się drapieżniki takie jak niedźwiedź brunatny, wilk szary, żbik europejski i wydra europejska. Wśród około 130 gatunków ptaków są ptaki drapieżne, takie jak orzeł przedni, gadożer zwyczajny, myszołów i sokół wędrowny, ale także głuszec i cietrzew. W rzekach parku nadal żyje zagrożona głowacica.

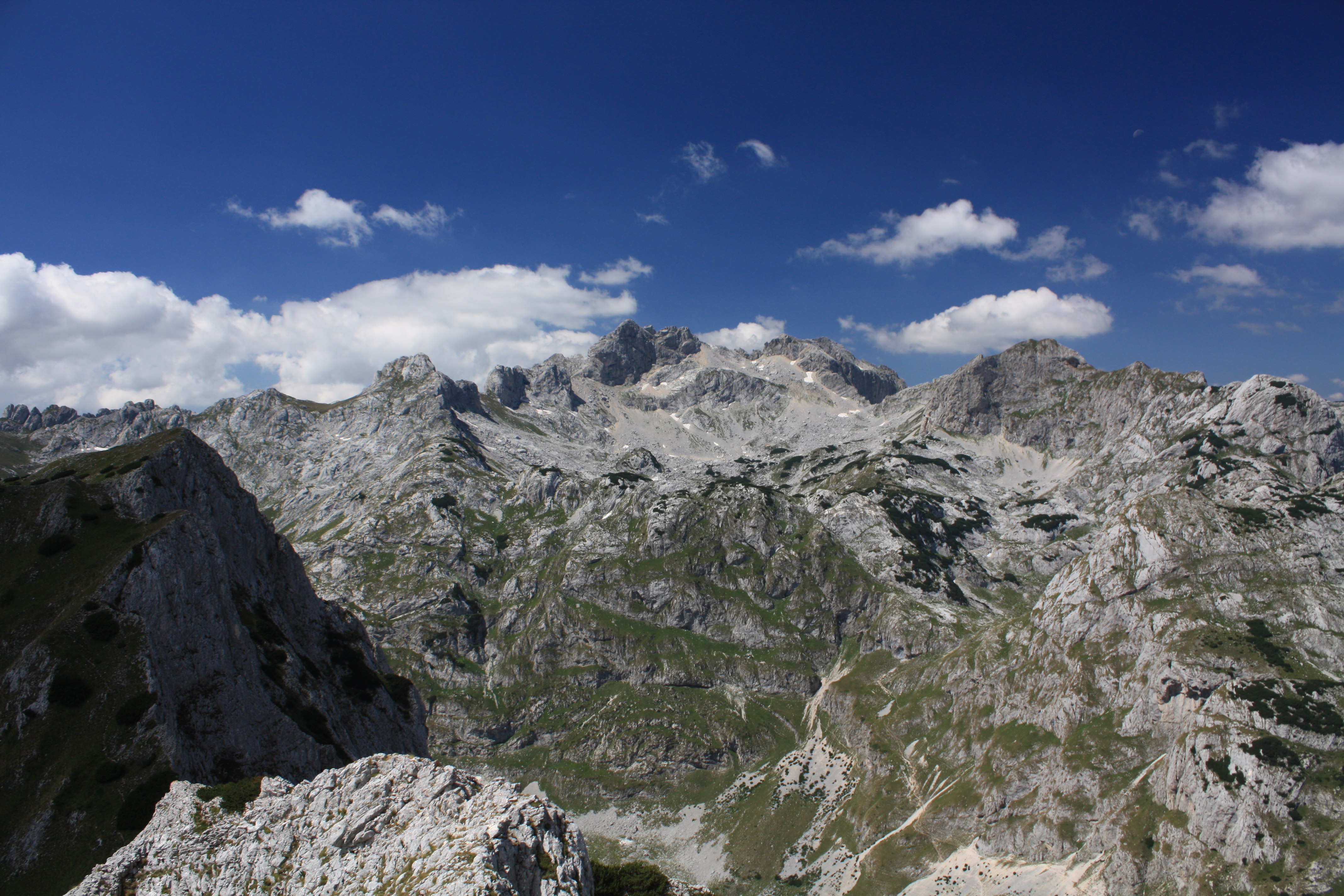
Bobotov Kuk
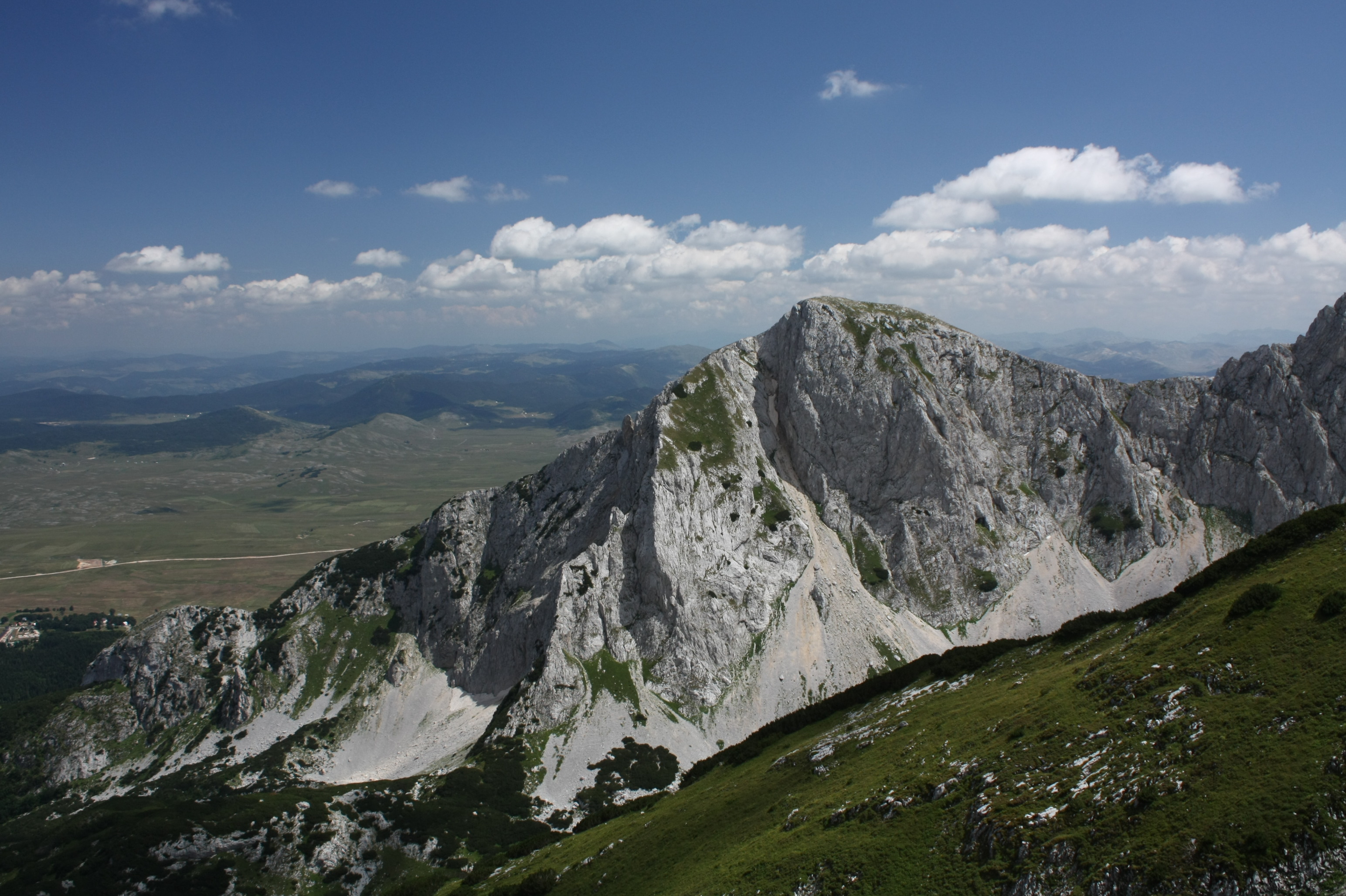
Szczyt Savin Kuk
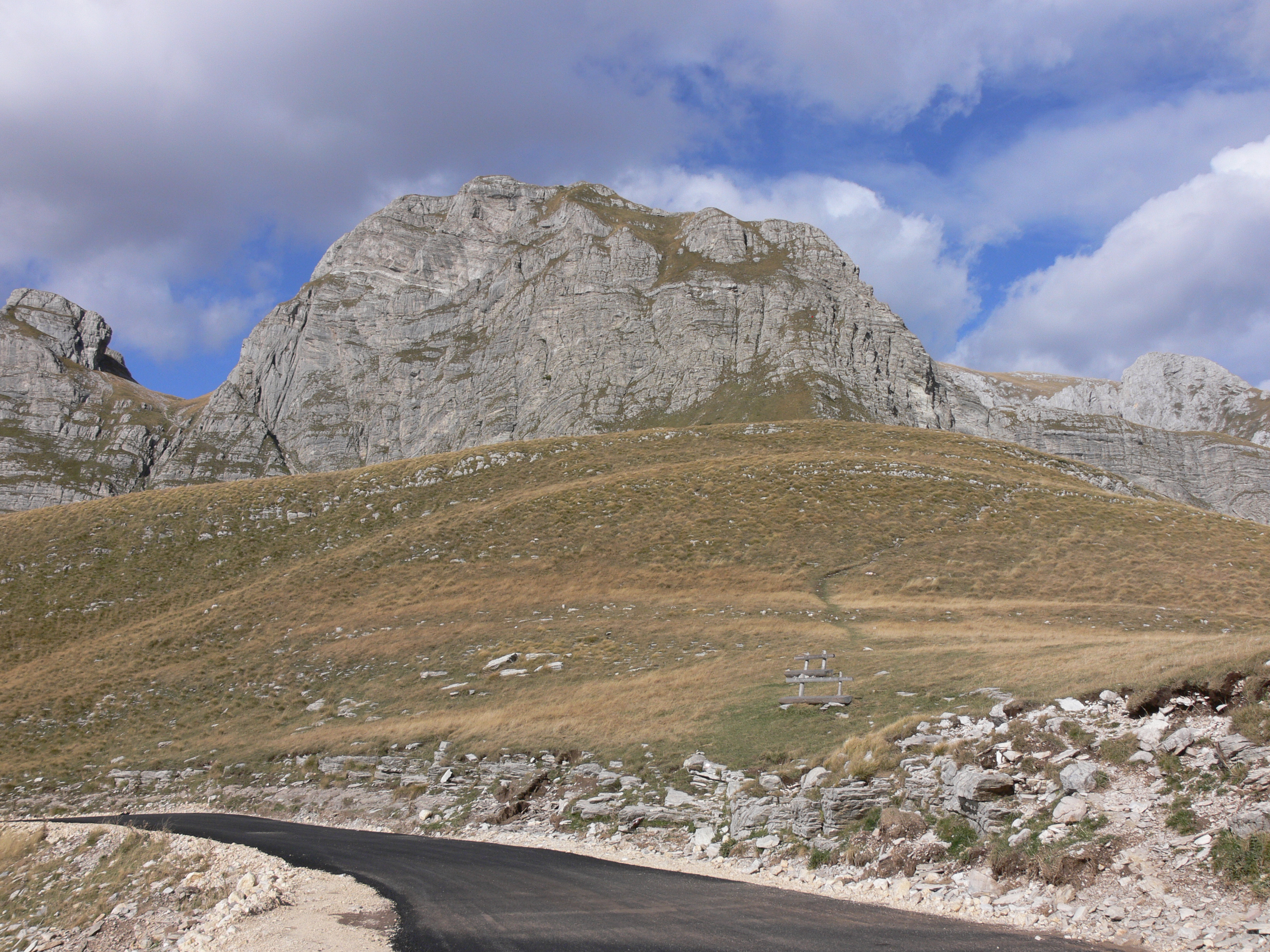
Gruda